# Invicta (Cyclecar)
Invicta war eine britische Automobilmarke, die nur 1914 von der Clarks Engineering Works Ltd. in Leamington Spa (Warwickshire) gebaut wurde.
Es handelte sich dabei um ein Cyclecar, das mit einem V2-Motor von J.A.P. ausgestattet war, der 8 bhp (5,9 kW) leistete. Das Getriebe verfügte über drei Gänge.